# Katharina Bauer (Leichtathletin)
Katharina Yvonne Bauer (* 12. Juni 1990 in Wiesbaden, Hessen) ist eine deutsche Leichtathletin, die sich auf den Stabhochsprung spezialisiert hat.

## Berufsweg
Bauer studierte erfolgreich im Rahmen der Dualen Karriere Internationales Management und erhielt für ihre Bachelorarbeit die Note 1,3.

## Sportliche Karriere
Katharina Bauer war zunächst Kunstturnerin, sah für sich aber keine Zukunft in diesem Sport. Sie hatte des Öfteren an Deutschen Sechskämpfen (drei Disziplinen des Gerätturnens und drei leichtathletischen Disziplinen) teilgenommen und schließlich nur noch Leichtathletik betrieben.
2012 war Bauer mit 4,42 m jahresbeste deutsche Juniorin (U23).
Zum Gesamtsieg bei der Team-Europameisterschaft 2014 in Braunschweig trug Bauer mit Platz 3 beim Stabhochsprung (4,40 m) bei.
2015 wurde Bauer mit 4,50 m Hallenvizemeisterin, blieb bei den Halleneuropameisterschaften in Prag aber ohne gültigen Versuch. Bei den Deutschen Meisterschaften holte sie den 4. Platz.
2016 verzichtete sie wegen eines Stress-Ödems im rechten Fuß auf die Hallensaison. Als Nachwuchsathletin hatte Bauer gute Chancen auf eine Teilnahme an den Olympischen Spielen in Rio de Janeiro. Bis April 2016 hatte sie neun Wettkämpfe über 4,50 m bestritten, davon fünf im Jahr 2015. Anfang Juni verletzte sie sich aber so schwer an der Hand, dass sie die Saison beenden musste.
2017 konnte Bauer wegen dieser schweren Handverletzung noch keine Hallensaison bestreiten. Bei den Deutschen Meisterschaften belegte sie den 9. Platz. Ihre Jahresbestleistung stellte sie erst Ende August mit 4,42 m auf.
Anfang 2018 gelang Bauer bei der Neuauflage des Indoor Meeting in Dortmund am 21. Januar mit 4,52 m wieder ein Wettkampfsprung über 4,50 m, ihr bestes Resultat seit August 2015. Am 17. Februar 2018 sprang Bauer erneut in Dortmund bei den Deutschen Hallenmeisterschaften mit 4,51 m ein weiteres Mal über 4,50 m und sicherte sich mit dieser Leistung den Meistertitel. Die Deutschen Meisterschaften beendete sie ohne gültigen Versuch. Im April war ihr ein Defibrillator eingesetzt worden, wie sie später im Jahr öffentlich bekannt gab.
2019 wurde Bauer mit 4,55 m Deutschen Hallenvizemeisterin und kam bei den Halleneuropameisterschaften in Glasgow mit 4,40 m auf den 14. Platz. Am Ende der Hallensaison wurde bei ihr ein schwerer Bandscheibenvorfall diagnostiziert, der sie über viele Monate beeinträchtigte. Die Deutschen Meisterschaften beendete Bauer mit 4,11 m auf dem 6. Platz und bei den Weltmeisterschaften in Doha blieb sie ohne gültigen Versuch.
2020 sagte Bauer die Hallensaison ab, um nicht mit einem zu frühen Einstieg in die Wettkampfsaison ein Risiko eingehen, zumal für sie mit Blick auf die Olympischen Spiele in Tokio nach eigener Aussage der wichtigste Sommer ihres Lebens vor ihr liegt. Im März wurden diese jedoch aufgrund der COVID-19-Pandemie auf den Sommer 2021 verschoben.
Bauer gehört zum Perspektivkader des Deutschen Leichtathletik-Verbandes (DLV).

## Vereinszugehörigkeiten
Bauer startet seit 1. Januar 2014 für den TSV Bayer 04 Leverkusen, zuvor war sie beim USC Mainz.

## Bestwerte
(Stand: 30. Januar 2020)

Leistungsentwicklung
| Jahr | Halle  | Freiluft |
| ---- | ------ | -------- |
| 2003 |        | 4,15 m   |
| 2004 |        | 3,00 m   |
| 2005 |        | 3,65 m   |
| 2006 | 4,00 m | –        |
| 2007 | 3,80 m | 4,01 m   |
| 2008 | 4,05 m | 4,05 m   |
| 2009 | 4,00 m | 4,21 m   |
| 2010 | 4,25 m | 4,20 m   |
| 2011 | 4,31 m | 4,25 m   |
| 2012 | –      | 4,42 m   |
| 2013 | 4,46 m | 4,45 m   |
| 2014 | 4,51 m | 4,55 m   |
| 2015 | 4,60 m | 4,65 m   |
| 2016 | –      | 4,40 m   |
| 2017 | –      | 4,42 m   |
| 2018 | 4,52 m | 4,30 m   |
| 2019 | 4,55 m | 4,30 m   |
| 2020 | –      | 4,30 m   |

Persönliche Bestleistungen
- Halle: 4,60 m (Leverkusen, Nordrhein-Hallenmeisterschaften, 18. Januar 2015)
- Freiluft: 4,65 m (Beckum, Stabhochsprungmeeting, 2. August 2015)

## Erfolge
national
- 2009: 3. Platz Deutsche Jugendhallenmeisterschaften
- 2012: 6. Platz Deutsche Meisterschaften
- 2013: 6. Platz Deutsche Meisterschaften
- 2014: 4. Platz Deutsche Hallenmeisterschaften
- 2015: Deutsche Hallenvizemeisterin
- 2015: 4. Platz Deutsche Meisterschaften
- 2017: 9. Platz Deutsche Meisterschaften
- 2018: Deutsche Hallenmeisterin
- 2019: Deutsche Hallenvizemeisterin
- 2019: 6. Platz Deutsche Meisterschaften
- 2020: 4. Platz Deutsche Meisterschaften

international
- 2007: 6. Platz U18-Weltmeisterschaften
- 2011: 12. Platz U23-Europameisterschaften
- 2013: 8. Platz Halleneuropameisterschaften
- 2013: 5. Platz Sommer-Universiade
- 2014: Team-Europameisterin (Einzel: 3. Platz)
- 2015: Teilnehmerin Halleneuropameisterschaften
- 2019: 14. Platz Halleneuropameisterschaften
- 2019: Teilnehmerin Weltmeisterschaften

## Trivia

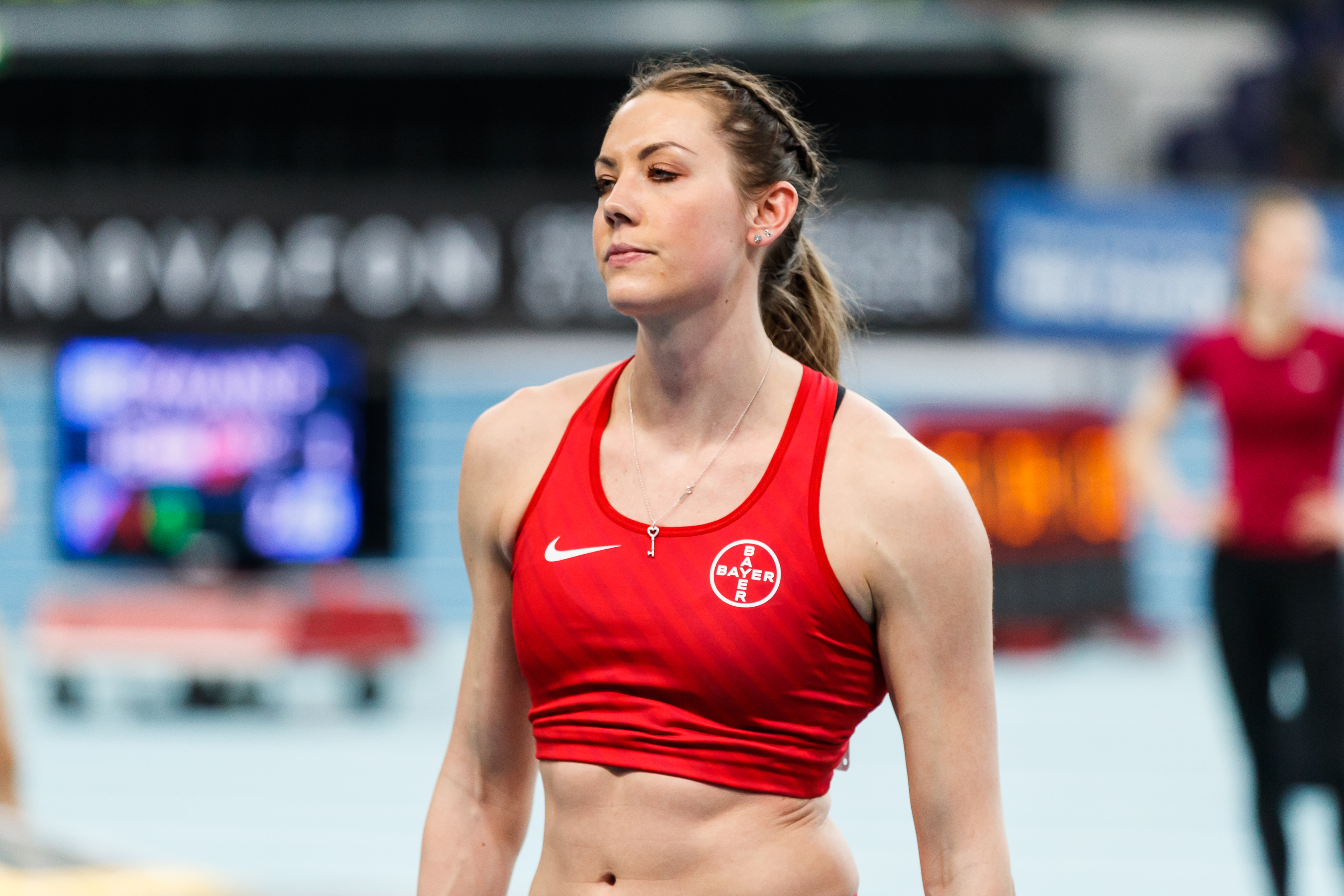
Bauer (2022)

Vor den Olympischen Spielen 2016 in Rio de Janeiro ließ sich Bauer gemeinsam mit der Schwimmerin Isabelle Härle, der Ruderin Julia Lier, der Radsportlerin Nadja Pries und der Tischtennisspielerin Petrissa Solja für die deutsche Ausgabe des Playboy ablichten.
Katharina Bauer hat eine angeborene Herzerkrankung; im Oktober 2018 ließ sie sich daher einen Defibrillator (subkutaner ICD) implantieren. Zudem ist sie seit 2018 die Schirmherrin der Patientenorganisation Defibrillator (ICD) Deutschland.